# James Donald Wetherbee
James Donald Wetherbee, né le 27 novembre 1952 (72 ans), est un astronaute américain et un vétéran de six missions sur la navette spatiale.

## Biographie
Wetherbee a un diplôme de technologie aérospatiale de l'université Notre-Dame. Comme pilote d'essai dans la Marine, Wetherbee a travaillé intensivement sur l'avion F/A-18 avant d'être choisi en tant que candidat astronaute en 1984.

## Vols réalisés
Il a piloté la mission STS-32, à bord de la navette spatiale Columbia le 9 janvier 1990.
Puis il fut commandant des 5 missions suivantes :
- 22 octobre 1992 : STS-52, à bord de Columbia
- 3 février 1995 : STS-63, à bord de Discovery
- 26 septembre 1997 : STS-86, à bord de Atlantis
- 8 mars 2001 : STS-102, à bord de Discovery
- 6 octobre 2002 : STS-113, à bord de Endeavour,

dont les quatre dernières étaient à destination des stations spatiales Mir et ISS.
STS-113 fut la dernière mission complète de la navette spatiale américaine avant le désastre de la navette spatiale Columbia.